# تئاتر ملی ژاپن

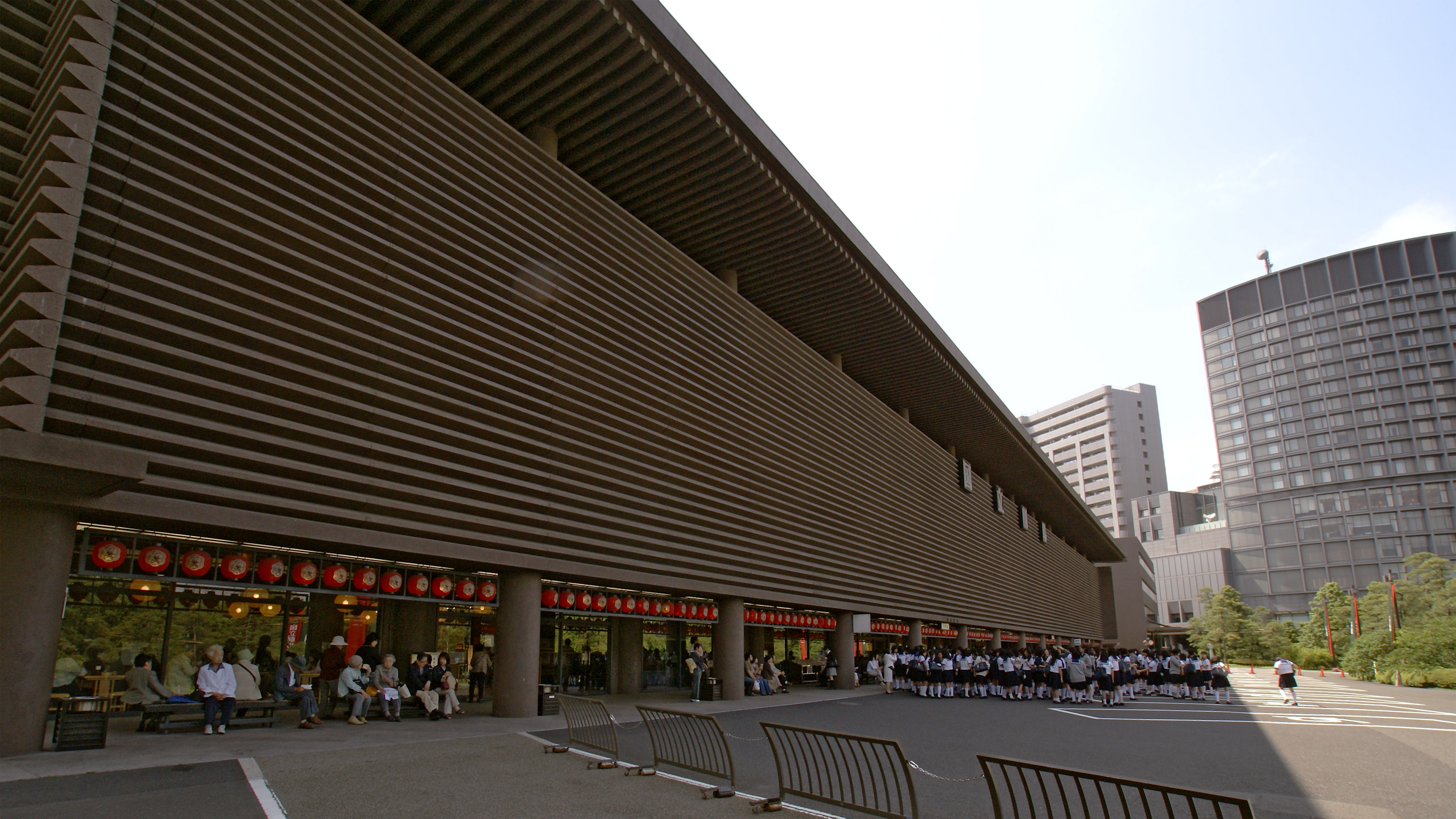
تئاتر ملی ژاپن

تئاتر ملی ژاپن (به ژاپنی: 国立劇場 Kokuritsu Gekijō) و (به انگلیسی: National Theatre of Japan) در منطقهٔ چیودا در توکیو پایتخت ژاپن واقع شده‌است. این تئاتر علاوه بر اینکه یکی از مراکزی است که نمایش‌های سنتی ژاپن در آنجا بر روی پرده می‌روند، یکی از مراکز تحقیق در مورد خود سنت‌های ژاپن نیز محسوب می‌شود.
- کابوکی، نیهون بویو (رقص ژاپنی)، تئاتر
- بونراکو (خیمه‌شب بازی)، هوگاکو یا موسیقی ژاپنی، گاگاکو (موسیقی سنتی ژاپنی) و شومیو (موسیقی سنتی ژاپنی)
- راکوگو (تئاتر کمدی یک‌نفره) و مانزای (تئاتر دو نفرهٔ کمدی) سه بخش مختلف نمایش‌های این تئاتر را تشکیل می‌دهند.

## دسترسی
- متروی توکیو، خط هانزومون، ایستگاه هانزومون
- متروی توکیو، خط یوراکوچو، Y 16 ایستگاه ناگاتاچو 永田町駅